# Сегаль, Цви
Цви Герман Сегаль (ивр. צבי הֶרמַן סגל‎, 1901 — 23 сентября 1965) — один из лидеров ревизионистского движения в Израиле, член Временного государственного совета, один из подписавших Декларацию независимости Израиля.

## Биография
Сегаль родился в 1901 году в городе Млава, Польша, в семье Ицхака Хаима Сегаля, в хасидской семье. Повзрослев он поселился в вольном городе Данциге . В рамках своего бизнеса он установил связи с правительственными чиновниками в городе и стремился создать связи с другими евреями. Активно участвовал в ревизионистском движении, а когда в 1933 году к власти пришли нацисты, как представитель крупной судоходной компании «Кляйншмидт-Сегаль», помогал ревизионистскому движению в переселении в Палестину. Перед началом Второй мировой войны он договорился о судьбе евреев в городе, что привело к их переселению в Палестину и компенсации за потерю их имущества. Сам он репатриировался в Палестину в 1938 году.
Из-за его связей с Иргуном власти британского мандата заключили его в лагере Латрун и сослали в Эритрею. Он был представителем ревизионистского движения во Временном Государственном совете, был среди подписавших Декларацию независимости.
После создания государства, с учреждением движения Херут, он отошел от политической деятельности и основал компанию «Барнеа» для развития Ашкелона. Его именем названа улица в районе Барнеа в Ашкелоне.
Он умер в 1965 году в своем доме в Тель-Авиве. Похоронен на кладбище Трумпельдор.
Он оставил жену, а также дочь и двух сыновей.